# Nim Li Punit
Nim Li Punit ókori maja város, Belize állam Toledo tartományában található, körülbelül 40 kilométerre északra Punta Gordától, nem messze egy másik romvárostól, Lubaantuntól. A név újkori eredetű, és maja nyelven azt jelenti, "nagy kalap", ezt egy ott feltárt maja uralkodó szobrának formájáról kapta. A várost valószínűleg a Kr. u. 5. században alapították, és 1976-ban fedezték fel újra, kőolaj után kutatva.

## Leírása
Az összesen három teret több épület szegélyezi, a piramisok 12,2 méteres magasak, az összesen 25 sztélé némelyike 9,5 méter. Vannak befejezetlen sztélék is, amiből arra következtettek, hogy a települést lakói egyik napról a másikra elhagyták. A régészeti leletek szerint ez a maja civilizáció posztklasszikus korszakában történhetett.